# Оспанов, Даулет Рыскулбекович
Даулет Рыскулбекович Оспанов (каз. Дәулет Рысқұлбекұлы Оспанов; род.24 ноября 1970 с. Первомайка, Ленгерского района, Южно-Казахстанской области КазССР) — представитель высшего командования Вооружённых сил Республики Казахстан, генерал-майор (2011).

## Биография
В сентябре 1985 года поступил на обучение в Республиканскую специальную школу-интернат (РСШИ) в г.Шымкент. Окончил обучение в 1988 году.
В сентябре 1988 поступает на обучение на десантный факультет Рязанского высшего военного командного училища связи имени М. В. Захарова, которое закончил в 1992 году.
С августа 1992 года начинает офицерскую службу в должности командира взвода связи при штабе 3-го парашютно-десантного батальона 35-й отдельной гвардейской десантно-штурмовой бригаде ВС РК в г.Капчагай.
В 1993 году назначается на должность заместителя командира роты связи 35-й отдельной гвардейской десантно-штурмовой бригады
С 1994 года — командир Штабной роты 1-го десантно-штурмового батальона (на БТР-80) 35-й отдельной гвардейской десантно-штурмовой бригады
1996—1997 — начальник штаба 3-го десантно-штурмового батальона
1997—1998 — командир 1го десантно-штурмового батальона
сентябрь 1998 — июнь 2000 — слушатель Военной академии Вооруженных Сил Республики Казахстан.
июнь 2000 — февраль 2002 — помощник заместителя командира бригады по тылу — начальник организационно-планового отделения 35-й отдельной гвардейской десантно-штурмовой бригады
февраль 2002 — апрель 2003 — заместитель командира бригады по тылу 35-й отдельной гвардейской десантно-штурмовой бригады
апрель 2003 — сентябрь 2003 — начальник штаба — заместитель командира бригады 37-й отдельной десантно-штурмовой бригады в г.Талдыкорган
сентябрь 2003 — январь 2008 — командир 36-й отдельной десантно-штурмовой бригады в г.Астана
январь 2008 — июнь 2010 — заместитель по боевой подготовке командующего Аэромобильными войсками
июнь 2010 — февраль 2013 — начальник штаба — первый заместитель командующего Аэромобильными войсками
6 мая 2011 года Президент Республики Казахстан присвоил Оспанову Даулету воинское звание генерал-майор.
13 февраля 2013 года - 14 октября 2015 года командующим Аэромобильными войсками.
С 14 октября 2015 по 11 декабря 2017 года — командующий войсками регионального командования "Запад".
С декабря 2017 года — заместитель Главнокомандующего Сухопутными войсками ВС РК по боевой подготовке.
В апреле 2018 года освобожден от должности заместителя Главнокомандующего Сухопутными войсками ВС РК по боевой подготовке в связи с переходом на другую работу.
В апреле 2018 года назначен на должность начальника Департамента боевой подготовки ГШ ВС РК.
В июне 2022 года назначен командующим войсками регионального командования «Запад» .

## Награды
- Орден «Данк» 2 степени (2017)[6]
- Орден Айбын II степени
- Медали